# ميخائيل ميلتون (دراج)
ميخائيل ميلتون (بالإنجليزية: Michael Milton)‏ هو دراج أسترالي، ولد في 21 مارس 1973 في كانبرا في أستراليا.

## وصلات خارجية
- الموقع الرسمي
- مايكل ميلتون على موقع الاتحاد الدولي للتزلج (التزلج على المنحدرات الثلجية) (الإنجليزية)
- مايكل ميلتون على موقع الاتحاد الدولي للتزلج (التزلج الحر) (الإنجليزية)
- مايكل ميلتون على موقع Paralympic.org (الإنجليزية)
- مايكل ميلتون على موقع أوليمبيديا (الإنجليزية)
- مايكل ميلتون على موقع قاعة أستراليا للمشاهير الرياضية (الإنجليزية)